# Pterygodium volucris
Pterygodium volucris là một loài thực vật có hoa trong họ Lan. Loài này được (L.f.) Sw. miêu tả khoa học đầu tiên năm 1800.